# Pattom A. Thanu Pillai

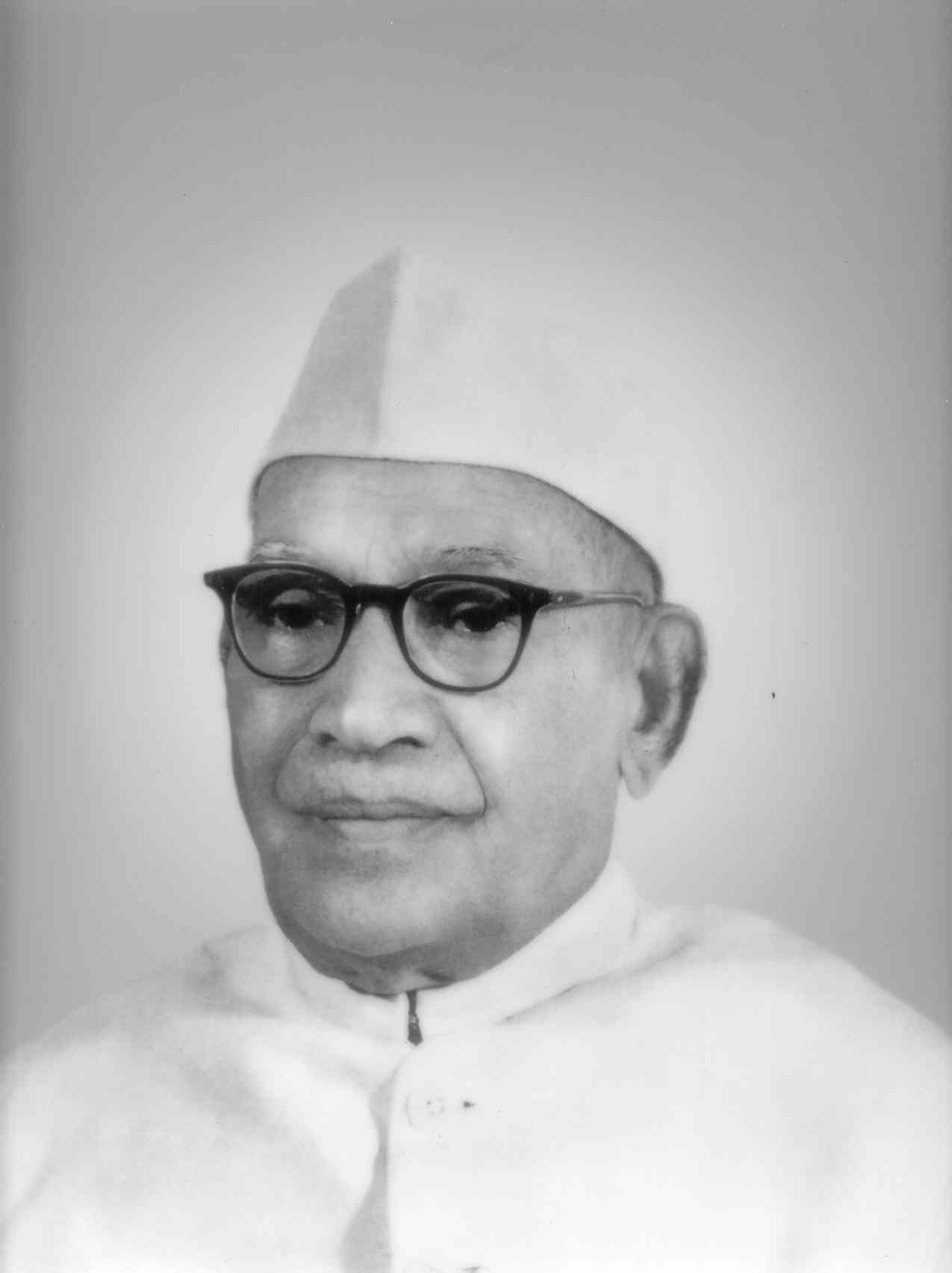
Pattom A. Thanu Pillai

Pattom A. Thanu Pillai (Malayalam പട്ടം എ. താണുപിള്ള; * 15. Juli 1885 in Trivandrum, Britisch-Indien, heute: Thiruvananthapuram, Kerala; † 27. Juli 1970 ebenda) war ein indischer Politiker des Indischen Nationalkongresses INC und später der Praja Socialist Party, der unter anderem Chief Minister von Travancore (1948), Travancore-Cochin (1954–1955) sowie Kerala (1960–1962) war. Darüber hinaus fungierte er zwischen 1962 und 1964 als Gouverneur von Punjab sowie von 1964 bis 1968 als Gouverneur von Andhra Pradesh.

## Leben
Pattom (A.) Thanu Pillai stammte aus einer angesehenen Nayar-Familie und war der Sohn von Varadaraja Ayyar und Eswari Amma. Er war zunächst Regierungsmitarbeiter und absolvierte ein Studium der Rechtswissenschaften am Government Law College in Trivandrum. Nach dessen Abschluss nahm er eine Tätigkeit als Rechtsanwalt auf und engagierte sich in der lokalen Partei Travancore State Congress sowie später als Mitglied des Indischen Nationalkongresses INC. Nach der Unabhängigkeit Indiens vom Vereinigten Königreich am 15. August 1947 wurde er am 24. März 1948 als Nachfolger von P. G. N. Unnithan zunächst Chief Minister von Travancore und bekleidete dieses Amt bis zum 19. Oktober 1948, woraufhin T. K. Narayana Pillai vom INC seine Nachfolge antrat. Als Nachfolger von A. J. John vom INC wurde er am 16. März 1954 Chief Minister von Travancore-Cochin, das am 1. Juli 1949 aus den beiden Fürstenstaaten Travancore und Cochin hervorgegangen war. Er war mittlerweile Mitglied der Praja Socialist Party und bekleidete das Amt des Chief Ministers bis zu seiner Ablösung durch Panampilly Govinda Menon vom INC am 9. Februar 1955	. Nach einer vorhergehenden Präsidialverwaltung (President’s rule) wurde er am 22. Februar 1960 schließlich Chief Minister von Kerala, das als Bundesstaat am 1. November 1956 nach einer neuen Grenzziehung wiederum aus Travancore-Cochin entstanden war. Er bekleidete das Amt bis zum 26. September 1962, woraufhin R. Sankar vom INC neuer Chief Minister von Kerala wurde.
Pillai selbst wurde am 1. Oktober 1962 als Nachfolger von Narhar Vishnu Gadgil Gouverneur von Punjab und verblieb auf diesem Posten bis zum 4. Mai 1964, woraufhin Hafiz Muhammad Ibrahim ihn ablöste. Daraufhin übernahm er wiederum am 4. Mai 1964 von S. M. Shrinagesh das Amt als Gouverneur von Andhra Pradesh und behielt dieses bis zu seiner Ablösung durch Khandubhai Kasanji Desai am 11. April 1968. Aus seiner Ehe mit Ponnamma Thanu Pillai ging ein Kind (Lalithambika) hervor.